# Castaway
Pour plus de détails, voir Fiche technique et Distribution.
Castaway est un film britannique réalisé par Nicolas Roeg, sorti en 1986. C'est l’adaptation du roman du même nom de Lucy Irvine  publié en 1984.

## Synopsis
En 1981, Lucy Irvine, 25 ans, répond à une annonce disant : Écrivain recherche épouse pour une année dans une île tropicale, placée par Gerald Kingsland, 49 ans, dans le magazine Time Out London. Choisie parmi plus de cinquante candidates, elle accepte de se marier avec lui pour satisfaire aux lois restreignant l'immigration, puis de passer un an dans l'île de Tuin. Elle retourne ensuite en Angleterre pour écrire le livre Castaway relatant cette expérience.

## Fiche technique
- Titre français : Castaway
- Réalisation : Nicolas Roeg
- Scénario : Allan Scott d'après le roman de Lucy Irvine
- Pays d'origine : Royaume-Uni
- Format : Couleurs - 35 mm - 1,85:1 - Dolby
- Genre : aventure, drame
- Durée : 117 minutes
- Date de sortie : 1986

## Distribution
- Oliver Reed : Gerald Kingsland
- Amanda Donohoe : Lucy Irvine
- Georgina Hale : sœur Sainte Margaret
- Frances Barber : sœur Sainte Winifred
- Tony Rickards : Jason
- Todd Rippon : Rod
- John Sessions : homme dans le pub
- Virginia Hey : Janice
- Sorel Johnson : Lara
- Len Peihopa : Ronald
- Paul Reynolds : Mike Kingsland
- Sean Hamilton : Geoffrey Kingsland
- Sarah Harper : professeur de natation
- Stephen Jenn : gérant du magasin